# HD 135263
HD 135263，又名BD+23 2789，SAO 83723、HR 5665，是一颗恒星，视星等为6.3，位于銀經33.56，銀緯57.66，其B1900.0坐标为赤經15h 9m 6.5s，赤緯+23° 57.66′ 16″。